# Beaucarnea
Patas de Elefanta (Loxodontopus)
Beaucarnea es un género de plantas angiospermas de la familia Ruscaceae integrado, hasta ahora, por 13 especies descritas, el género es nativo de Mesoamérica y las especies se distribuyen en poblaciones restringidas a las selvas de México principalmente, Belice y Guatemala solo albergan una especie. El género pertenece a la familia Ruscaceae, aunque antes estuvo incluido en Nolinaceae. En México todas las especies están protegidos por la NOM-059 . Desde 2016 en la COP 17 de Johannesburgo Sudáfrica y a propuesta del Estado Mexicano, todas las especies del género se encuentran sujetas a protección internacional por la Convención sobre el Comercio Internacional de Especies Amenazadas de Flora y Fauna Silvestres CITES (Apéndice II) de la Convención sobre la Diversidad Biológica de la Organización de Naciones Unidas.
Aunque posee distintos comunes es español así como una variedad de nombres científicos válidos, generalmente es denominada Pata de Elefante por la forma de la base de su tallo que se redondea y ensancha, además de que su corteza se cuartea dando un aspecto similar a la piel de los Elefantes. También se le llama palma Moja, palma Petacona, Despeinada. En inglés la llaman ponytail palm aunque este género de plantas no sea de palmas. Las especies de este género se comercializan como plantas ornamentales masivamente desde hace unos 20 años. Además, investigaciones más detalladas la han considerado como una planta que tiene la capacidad de posiblemente sintetizar precursores de hormonas esteroidales.

## Descripción
Los ejemplares silvestres alcanzan hasta 15 metros de altura, con un tallo de 20 cm a 4 m de diámetro. Las plántulas crecen con un solo tallo, estás plantas son de muy lento crecimiento. Las hojas son perennes, lineales, de 50 a 180 cm de longitud y de 1,5 a 2 cm de ancho, con textura coriácea y márgenes finamente serrados. Las flores se producen formando una gran panícula de 75 a 110 cm de longitud. Las flores son muy numerosas pero  pequeñas (1,5 mm diámetro), de color blanco verdoso y con seis tépalos.

## Taxonomía
El primer ejemplar fue descrito para la botánica por Charles Lemaire, publicado en L'Ilustration Horticole 8 (Misc.59) 1861: 57-59. El espécimen que viajó a Francia y permitió describir al ejemplar tipo, perteneciente a la especie Beaucarnea recurvata. Los más recientes y completos análisis sistemáticos morfológicos y moleculares desarrollados en México por el investigadoras del Instituto de Biología, UNAM describen las relaciones evolutivas de las diferentes especies del género Beaucarnea, incluyendo 13 especies hasta ahora.

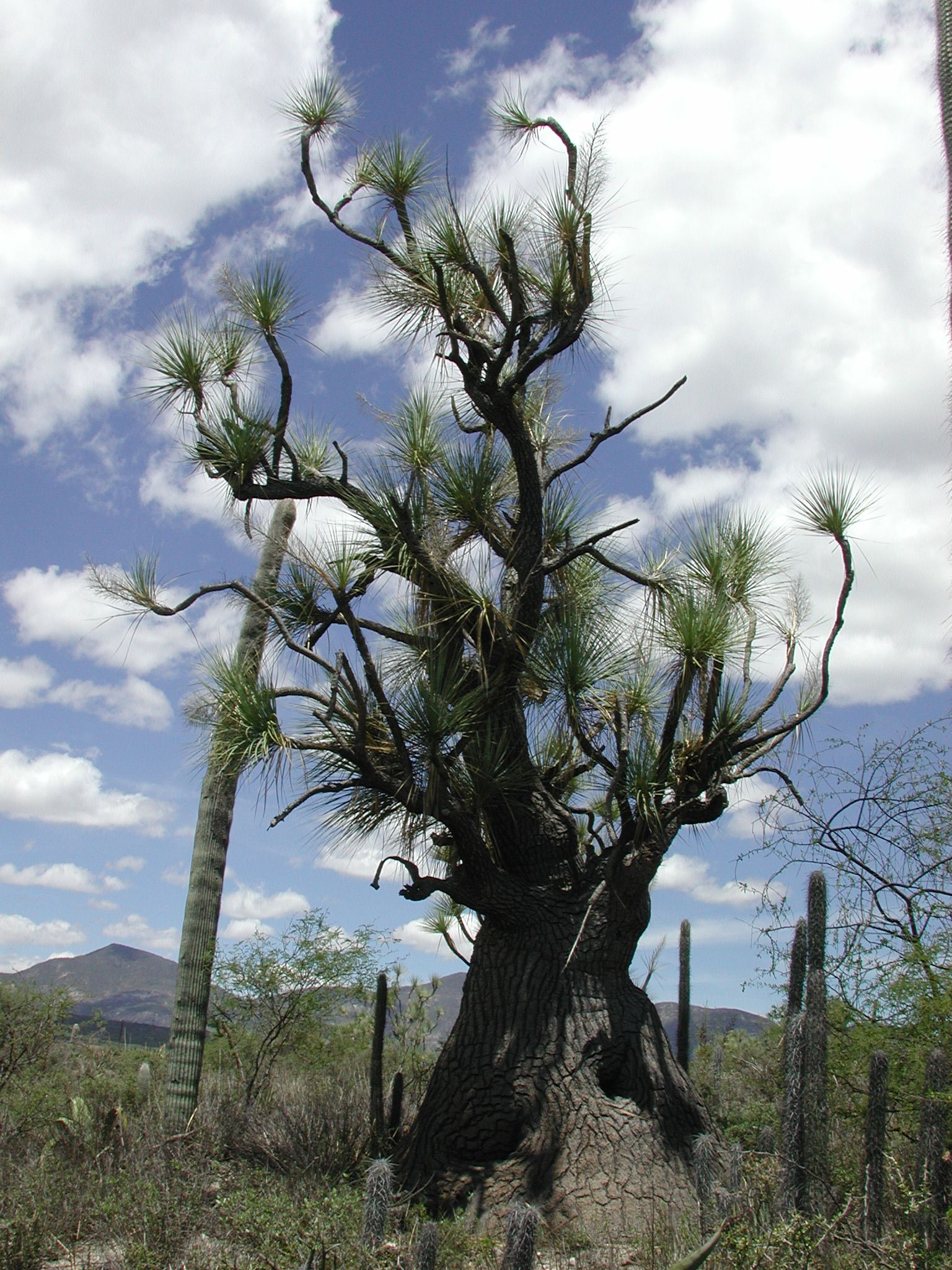
Ejemplar adulto de B. gracilis.

Propuesta de clasificación propuesta por Rojas-Piña et al. (2014) y una recientemente descrita nueva especie:
- Beaucarnea compacta L.Hern. & Zamudio
- Beaucarnea glassiana L.Hern. & Zamudio, V Rojas
- Beaucarnea goldmanii  Rose
- Beaucarnea gracilis Lem
- Beaucarnea guatemalensis  Rose
- Beaucarnea hiriarte L.Hern.
- Beaucarnea hookeri  Lem
- Beaucarnea pliabilis (Baker) Rose
- Beaucarnea purpusii Rose
- Beaucarnea recurvata  Lem
- Beaucarnea sanctomariana  Hernández
- Beaucarnea stricta Lem
- Beaucarnea Olsonii V Rojas & LO Alv

## Saqueo, Tráfico Ilegal y Lavado de Semillas en Invernaderos
La especie más comúnmente encontrada en venta comercial es B. recurvata y en mucha menor proporción B. gracilis. El cultivo en invernaderos requiere temperaturas superiores a los 10 °C, necesita frecuentes riegos en verano, cuando la temperatura usual suele rondar los 30 °C en las zonas cálidas de México. Durante el invierno se le debe procurar condiciones de sequía con el fin de evitar que se pudra en la raíz.
La Pata de Elefante es una planta que no necesita demasiado riego, por eso es adecuada para los hogares.
Existen también diversos métodos de propagación que han facilitado su producción a gran escala. Algunos de estos métodos son: por semilla,  por estacas, germinación de semillas para cultivo de tejidos, inducción de brotes, enraizamiento y cultivo in vitro. 
Sin embargo, debido a la alta demanda por parte de los consumidores y más recientemente su introducción al mercado de exportación ha fomentado una alta extracción ilegal de semillas de las selvas y traficadas a las zonas de producción hortícola de México, así mismo la extracción ilegal de plántulas y ejemplares jóvenes de sus áreas de distribución original pone en peligro la viabilidad de las poblaciones silvestres de estas plantas únicas de México. Beaucarnea es una plánta de muy lento crecimiento, cuya floración requiere de polizadores específicos y cuya tasa de reclutamiento es muy baja.